# Iser Koeperman
Iser Josifovitsj Koeperman (Kiev, 21 april 1922 - Boston, 6 maart 2006) was een Oekraïense Internationaal Grootmeester dammen en 6-voudig wereldkampioen.
Hij emigreerde in augustus 1978 via Wenen naar de Verenigde Staten. 

## Resultaten in (inter)nationale kampioenschappen

### Nationale kampioenschappen
Hij werd kampioen van de Sovjet-Unie in 1954, 1955, 1956, 1962 en 1967 en van Oekraïne in 1954, 1956, 1957 en 1974.

### Europees kampioenschap
Hij nam 3x deel aan het Europees kampioenschap met de volgende resultaten: 
| Jaar | Locatie | Klassering | Score | W–R-V  |
| ---- | ------- | ---------- | ----- | ------ |
| 1965 | Bozen   | Goud       | 14-24 | 10-4-0 |
| 1967 | Livorno | 4e         | 15-25 | 11-3-1 |
| 1969 | Rome    | 4e         | 8-10  | 2-6-0  |

### Wereldkampioenschap
Hij veroverde 6 wereldtitels, allemaal in matches (waarvan 1 niet gespeeld werd), met de volgende resultaten: 
| Jaar    | Locatie     | Klassering | Score                      | W-R-V  |
| ------- | ----------- | ---------- | -------------------------- | ------ |
| 1958    | Nederland   | Goud       | 22-18 tegen Deslauriers    | 4-14-2 |
| 1959    | Sovjet-Unie | Goud       | 27-13 tegen van Dijk       | 7-13-0 |
| 1961    | Sovjet-Unie | Goud       | 22-18 tegen Sjtsjogoljev   | 2-18-0 |
| 1965    | Tbilisi     | Goud       | 26-14 tegen Sjtsjogoljev   | 7-12-1 |
| 1968    | Tbilisi     | Goud       | 22-18 tegen Andreiko       | 2-18-0 |
| 1974/75 | nvt         | Goud       | terugtrekken van Sijbrands | nvt    |

## Boeken
Koeperman heeft een ruime 40 boeken geschreven, het merendeel in Russisch, een tiental boeken in het Nederlands, en twee boeken in het Frans.
- I. Koeperman, Dammen met Koeperman, 1970, , Prisma-boeken, Uitgeverij Het Spectrum
- I. Koeperman, Opsluitingsposities, 1976
- I. Koeperman, Leren Kombineren, 1982
- I. Koeperman, De eerste stap naar het wereldkampioenschap, 1983
- Iser Koeperman, Damgeheim Staatsgeheim, 1983, A. Sijthoff BV
- Ir. Koeperman, Frans Hermelink, 1987
- Ir. I. Koeperman, Praktische damkombinaties - 31, 1984
- Ir. I. Koeperman, Praktische damkombinaties - 32, 1983
- Ir. I. Koeperman, Praktische damkombinaties - 33
- Ir. I. Koeperman, Praktische damkombinaties - 34, 1980
- Ir. I. Koeperman, Praktische damkombinaties - 35, 1982
- Ir. I. Koeperman, Praktische damkombinaties - 36, 38
- Ir. I. Koeperman, Praktische damkombinaties - 37, 39
- Ir. I. Koeperman, Praktische damkombinaties - 40
- Ir. I. Koeperman, Praktische damkombinaties - 44, 45, 47, 48, 49, 50
- I. Koeperman, combinaties, 2012 (gebaseerd op een nooit eerder gepubliceerd manuscript)

Ook was hij mede-auteur van een aantal boeken.
- Zeven Jaar suiker damtoernooi, 1976
- Partijenboek Paris 84, 1984